# Dion Smith
Pour les articles homonymes, voir Smith.
Dion Smith, né le 3 mars 1993 à Taupaki, est un coureur cycliste néo-zélandais, professionnel depuis 2013.

## Biographie
Il commence la saison 2017 sans contrat professionnel. Après avoir pris la troisième place du championnat de Nouvelle-Zélande sur route, il rejoint finalement l'équipe belge Wanty-Groupe Gobert qui l'engage pour deux ans à la suite de la retraite anticipée de Lieuwe Westra. Cette équipe ayant obtenue une invitation pour disputer le Tour de France, il dispute pour la première fois cette course, comme ses huit coéquipiers.
Il participe de nouveau au Tour de France en 2018, l’équipe Wanty-Groupe Gobert étant une nouvelle fois invitée. Lors de la deuxième étape, de Mouilleron-Saint-Germain à La-Roche-sur-Yon, il est membre de l’échappée du jour en compagnie de Sylvain Chavanel et Michael Gogl. Il franchit en tête la côte de Pouzaugues. Classée en 4e catégorie, il s’empare alors du maillot à pois. Il devient le premier néo-zélandais à porter un maillot distinctif sur le Tour de France. Il le garde jusqu'à la cinquième étape, où le letton Toms Skujiņš s’en empare.
En 2019, il rejoint le World Tour en s'engageant auprès de l'équipe australienne Mitchelton-Scott.
En 2020, sur le Herald Sun Tour, il est seulement devancé par son coéquipier Kaden Groves sur la dernière étape. En Europe, il ne participe qu'au Circuit Het Nieuwsblad (52e) et à Kuurne-Bruxelles-Kuurne (104e) avant que la saison ne soit suspendue à cause de la pandémie de Covid-19. À la reprise de la saison, il se classe 16e du Gran Trittico Lombardo, 9e de Milan-Turin et 6e de Milan-San Remo. Le 17 septembre, il remporte la Coppa Sabatini. En octobre, il est aligné sur le Tour d'Espagne, il y réalise deux tops 5, 5e de la quinzième étape et 3e le lendemain.
Pour la saison 2023, Dion Smith retourne chez son ancienne équipe Intermarché-Circus-Wanty.

## Palmarès
- 2011
  - 2e du Tour de l'Abitibi
- 2013
  - 4e étape de la McLane Pacific Classic
- 2014
  - 1re étape de la Redlands Bicycle Classic
  - 2e du championnat de Nouvelle-Zélande sur route espoirs
  - 3e du championnat de Nouvelle-Zélande du contre-la-montre espoirs
  - 3e de la Philadelphia Cycling Classic
  - 3e du championnat de Nouvelle-Zélande du critérium
- 2015
  - Cascade Classic :
    - Classement général
    - 4e étape

  - Lake Taupo Cycle Challenge
  - 2e du championnat de Nouvelle-Zélande sur route espoirs
  - 3e de la New Zealand Cycle Classic
  - 3e du Tour de Beauce
  - 3e du championnat de Nouvelle-Zélande du critérium
- 2016
  - REV Classic
  - Beaumont Trophy
  - 1re étape du Ronde van Midden-Nederland (contre-la-montre par équipes)
  - 2e du championnat de Nouvelle-Zélande sur route
- 2017
  - 3e du championnat de Nouvelle-Zélande sur route
- 2018
  - 2e de Paris-Chauny
  - 3e du Tour de Belgique
- 2019
  - 3e de la Japan Cup
- 2020
  - Coppa Sabatini
  - 6e de Milan-San Remo
- 2022
  - 2e de Per sempre Alfredo
  - 2e de la Classique d'Ordizia
- 2023
  - 7e de la Cadel Evans Great Ocean Road Race
- 2025
  - Volta NXT Classic

## Résultats sur les grands tours

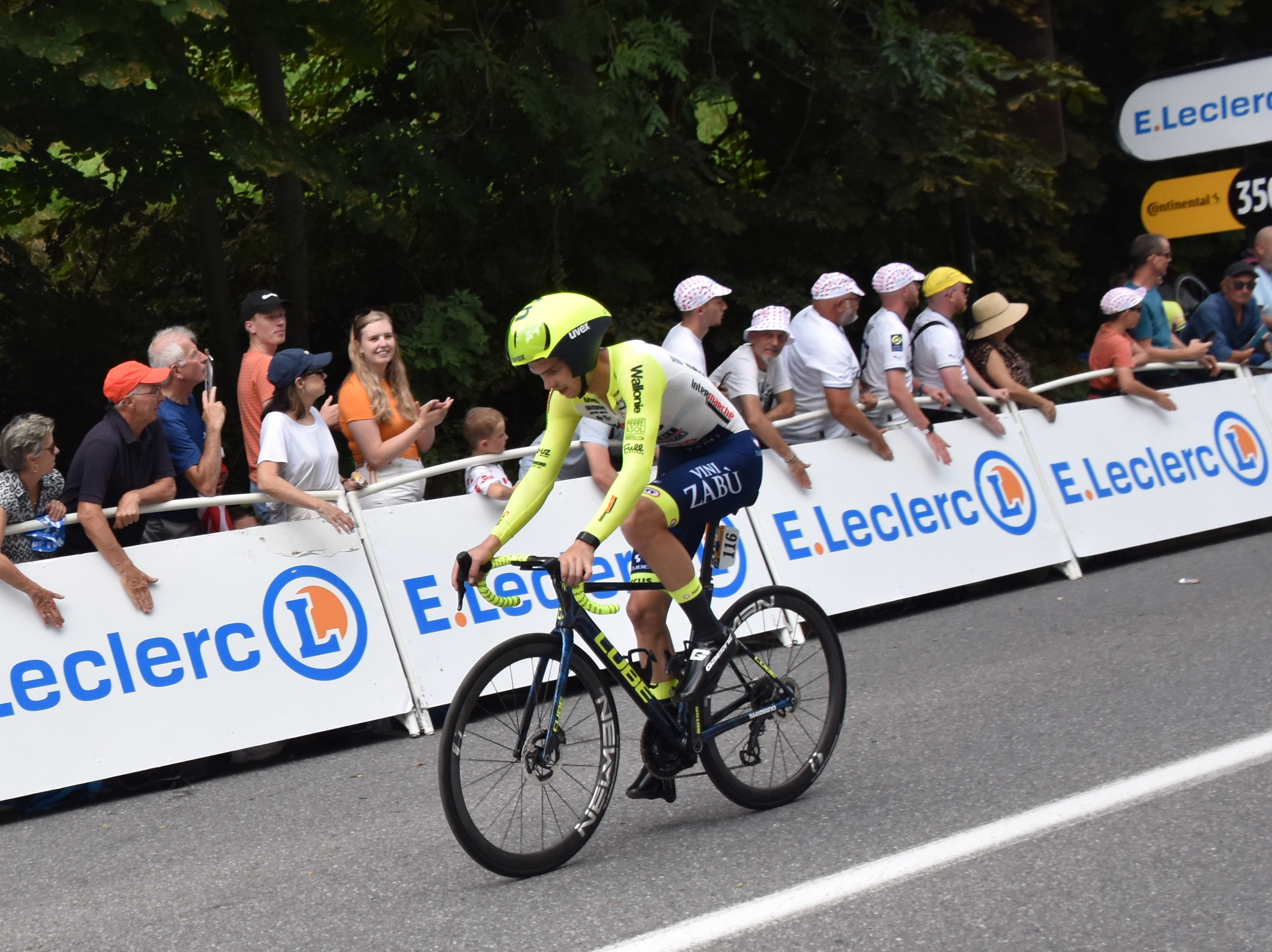
Dion Smith sur le Tour de France 2023

### Tour de France
3 participations
- 2017 : 124e
- 2018 : 97e
- 2023 : 111e

### Tour d'Italie
2 participations
- 2024 : 89e
- 2025 : abandon (6e étape)

### Tour d'Espagne
2 participations
- 2019 : 83e
- 2020 : 74e

## Classements mondiaux
| Année                                 | 2013 | 2014 | 2015 | 2016 | 2017  | 2018 | 2019 | 2020 | 2021 | 2022 | 2023 | 2024 |
| ------------------------------------- | ---- | ---- | ---- | ---- | ----- | ---- | ---- | ---- | ---- | ---- | ---- | ---- |
| Classement mondial                    |      |      |      | 108e | 755e  | 239e | 327e | 83e  | 630e | 332e | 509e | 764e |
| UCI Europe Tour                       | nc   | 865e | nc   | 43e  | 1241e | 153e |      |      |      |      |      |      |
| UCI Asia Tour                         | nc   | nc   | nc   | 450e | nc    | nc   |      |      |      |      |      |      |
| UCI America Tour                      | 133e | 63e  | 15e  | nc   | nc    | nc   |      |      |      |      |      |      |
| UCI Oceania Tour                      | nc   | 53e  | 15e  | 5e   | 25e   | 115e | 16e  | 7e   | 30e  | 24e  | 35e  | nc   |
|                                       |      |      |      |      |       |      |      |      |      |      |      |      |
| Légende : nc = non classéSource : UCI |      |      |      |      |       |      |      |      |      |      |      |      |